# Павловський район (Краснодарський край)
Павловський район (рос. Павловский район) — адміністративно-територіальна одиниця Краснодарського краю.
Районний центр — станиця Павловська.
Павловський район утворено 2 червня 1924 року.

## Географія
Район розташований на відстані 140 км від крайового центру і розташований в північній степовій частині Краснодарського краю на Кубансько-Приазовській рівнині. Має рівнинний рельєф, що перетинається мережею степових річок.
Не маючи в своєму розпорядженні природних закритих водоймищ, район має в той же час низку штучних ставків, із загальним водним дзеркалом в 384 га. У районі відкрито декілька родовищ місцевих будівельних матеріалів (пісок і глина). Клімат помірно — континентальний, район відноситься до зони нестійкого зволоження.

## Адміністративний поділ
Територія Павловського району складається з 11 сільських поселень:
| Сільське поселення | Центр                     | Кількість СНП | Площа, км² | Населення, чол. |
| ------------------ | ------------------------- | ------------- | ---------- | --------------- |
| Атаманське         | станиця Атаманська        | 1             | 9,55       | 3 880           |
| Веселівське        | станиця Весела            | 1             | 6,59       | 2 136           |
| Незамаївське       | станиця Незамаївська      | 1             | 16,23      | 3 082           |
| Новолеушковське    | станиця Новолеушковська   | 2             | 17,35      | 7 081           |
| Новопетровське     | станиця Новопетровська    | 1             | 7,02       | 1 474           |
| Новопластуновське  | станиця Новопластуновська | 4             | 9,93       | 3 522           |
| Павловське         | станиця Павловська        | 6             | 43,45      | 33 007          |
| Сєверне            | селище Сєверний           | 3             | 7,41       | 2 288           |
| Середньочелбаське  | селище Октябрський        | 6             | 12,33      | 4 185           |
| Старолеушковське   | станиця Старолеушковська  | 2             | 15,28      | 6 445           |
| Упорненське        | селище Упорний            | 2             | 5,31       | 1 214           |

Загалом на території району розташовано 29 населених пунктів.

## Ресурси Інтернет
- Павловський район (рос.)